# Кленовац (Град Зайчар)
 Тази статия е за селото в Сърбия.  За селото в Република Македония вижте Кленоец.  
Кленовац или Кленовец (на сръбски: Кленовац или Klenovac) е село в Източна Сърбия, Зайчарски окръг, Град Зайчар. В 2002 година селото има 250 жители.

## География
Селото е разположено на 40 километра източно от Зайчар и на 18 километра западно от Неготин на три километра западно от река Тимок.

## История
При избухването на Балканската война в 1912 година един човек от Кленовац е доброволец в Македоно-одринското опълчение.

## Личности
Родени в Кленовац
- Слави Недялков (1884 – ?), македоно-одрински опълченец, 4 рота на 9 велешка дружина[2]